# オアフ島要塞
オアフ島要塞（オアフとうようさい）とは、ハワイのオアフ島に建設されたアメリカ陸軍の要塞群である。

## 概要
オアフ島の真珠湾は軍港として優れた条件を満たしていたが、一つだけ致命的な欠点があった。真珠湾と外洋の間の陸地が平地で外洋から真珠湾の中を直接、砲撃することが出来るのであった。この弱点を克服するために、1907年にカメハメハ要塞が建設された。要塞の建設と強化は時代と共に進み、ルーシー要塞が建設された。1921年には16インチ砲を装備したウィルソン砲台が建設された、この砲台はオアフ島の全方向に対して砲撃可能で、これによってオアフ島要塞には死角がなくなった。
真珠湾攻撃を計画していた日本海軍はこれらの要塞の詳細な情報を入手していたと言われている。
真珠湾攻撃時にオアフ島要塞のカメハメハ要塞は機銃掃射により十数人の要塞兵が死傷した。航空攻撃に無力な露天砲台だったためである。このため、真珠湾攻撃から数ヵ月後には全ての砲台をコンクリートの掩蓋で覆う工事が行われた。沈んだアリゾナの後部三番、四番砲塔は無傷のままだったため、陸揚げされて海軍から陸軍へ委譲され、オアフ島要塞の要塞砲としてオアフ島南西端と東海岸に設置された。南西端の砲台はアリゾナ砲台、東海岸の砲台はペンシルベニア砲台と命名された。地中設置式に改造するために工事は難航し、1945年8月に完成した。

## 現在
ルーシー要塞のランドルフ砲台はアメリカ陸軍の博物館として一般公開されている。他にも数多くの要塞設備が現存している。